# باشگاه فوتبال شاهین بندر عامری
باشگاه فوتبال شاهین بندر عامری یک باشگاه ایرانی در روستای بندر عامری و در شهرستان تنگستان است. در لیگ دسته دوم بازی می‌کند.
این باشگاه توانست پس از قهرمان شدن در سوپر لیگ شهرستان تنگستان به لیگ برتر استان بوشهر برسد و سپس به ترتیب به لیگ دسته سوم، لیگ دسته دوم و در نهایت توانست در تاریخ ۲۷ اردیبهشت ۱۴۰۱ با شکست دادن قندی یزد سه هفته زودتر جواز حضور در لیگ دسته اول فوتبال کشور را به دست آورد. اما در ۱۹ مرداد ۱۴۰۱ این تیم امتیاز خود را به باشگاه فوتبال خلیج فارس ماهشهر فروخت.
ولی بعد از ۱۸ ماه باشگاه ماهشهری موفق به پرداخت تعهدات خود نشد واین قرارداد بین این دوتیم فسخ شد و شاهین بندر عامری در هفته ۱۴ لیگ آزادگان ۱۴۰۲–۱۴۰۳ جایگزن خلیج فارس ماهشهر شد.

## فصل به فصل
| ۰۳–۱۴۰۲   | لیگ آزادگان                |                            | مرحله سوم                  | سقوط به لیگ دسته دو        |                            |                            |
| ۱۴۰۰–۱۴۰۱ | انتقال به خلیج فارس ماهشهر | انتقال به خلیج فارس ماهشهر | انتقال به خلیج فارس ماهشهر | انتقال به خلیج فارس ماهشهر | انتقال به خلیج فارس ماهشهر | انتقال به خلیج فارس ماهشهر |
| ۱۴۰۰–۱۴۰۱ | لیگ دسته دوم               | گروه ب،                    | یک شانزدهم                 | صعود به لیگ دسته اول       |                            |                            |
| ۱۳۹۹–۱۴۰۰ | لیگ دسته دوم               | گروه ب، سوم                | یک‌هشتم نهایی               | ماندن در لیگ               |                            |                            |
| ۱۳۹۸–۱۳۹۹ | لیگ دسته سوم               | اول، قهرمان                | شرکت نکرد                  | صعود به لیگ دسته دوم       |                            |                            |
| ۱۳۹۷–۱۳۹۸ | لیگ دسته سوم               | گروه ۴، سوم                | صعود نکرد                  | ماندن در لیگ دسته سوم      |                            |                            |
| ۱۳۹۶–۱۳۹۷ | لیگ استانی بوشهر           | اول، قهرمان                | صعود نکرد                  | صعود به لیگ دسته سوم       |                            |                            |